# Juchitán de Zaragoza
Juchitán de Zaragoza (teljes nevén Heroica Ciudad de Juchitán de Zaragoza, röviden Juchitán) egy város Mexikó déli részén, Oaxaca államban. A Csendes-óceán partjának közelében fekszik. Lakossága 2010-ben körülbelül 75 000 fő volt, mellyel az állam 4. legnagyobb városa. 

## Földrajz

### Fekvése
Juchitán de Zaragoza Oaxaca állam délkeleti részén, a Csendes-óceán egy öblének partjától kevesebb mint 10 km-re fekszik egy, a tenger szintje felett 15–25 méter magasságban elterülő sík vidéken, a várostól északra azonban már a Közép-Amerikai Kordillera hegyláncai emelkednek. A város legfontosabb vízfolyása a Los Perros. A környék földjeit a mezőgazdaság hasznosítja.

### Éghajlat
A város éghajlata forró és nyártól ősz elejéig csapadékos. Minden hónapban mértek már legalább 40 °C-os hőséget, a rekord elérte a 46 °C-ot is. Az átlagos hőmérsékletek a januári 24,8 és a májusi 29,3 fok között váltakoznak, és nemhogy fagy nem fordul elő, de még 10 foknál hidegebb sincs soha. Az évi átlagosan 986 mm csapadék időbeli eloszlása nagyon egyenetlen: a júniustól szeptemberig tartó 4 hónapos időszak alatt hull az éves mennyiség több mint 80%-a.
| Hónap                                   | Jan. | Feb. | Már. | Ápr. | Máj. | Jún. | Júl. | Aug. | Szep. | Okt. | Nov. | Dec. | Év   |
| --------------------------------------- | ---- | ---- | ---- | ---- | ---- | ---- | ---- | ---- | ----- | ---- | ---- | ---- | ---- |
| Rekord max. hőmérséklet (°C)            | 40,5 | 41,5 | 40,0 | 46,0 | 45,0 | 41,0 | 42,0 | 42,0 | 42,0  | 42,0 | 43,0 | 40,5 | 46,0 |
| Átlagos max. hőmérséklet (°C)           | 29,7 | 30,9 | 32,3 | 33,9 | 34,6 | 32,9 | 32,5 | 32,9 | 32,1  | 31,3 | 30,8 | 29,9 | 32,0 |
| Átlaghőmérséklet (°C)                   | 24,8 | 25,4 | 26,8 | 28,5 | 29,3 | 28,1 | 27,8 | 28,1 | 27,4  | 26,9 | 26,3 | 25,3 | 27,1 |
| Átlagos min. hőmérséklet (°C)           | 19,9 | 20,0 | 21,3 | 23,0 | 24,0 | 23,4 | 23,2 | 23,3 | 22,8  | 22,4 | 21,7 | 20,6 | 22,1 |
| Rekord min. hőmérséklet (°C)            | 12,0 | 10,0 | 11,5 | 10,0 | 15,0 | 15,0 | 11,5 | 14,5 | 12,0  | 16,0 | 13,0 | 10,6 | 10,0 |
| Átl. csapadékmennyiség (mm)             | 7    | 4    | 6    | 6    | 58   | 231  | 162  | 171  | 242   | 74   | 20   | 6    | 986  |
| Forrás: Servicio Meteorológico Nacional |      |      |      |      |      |      |      |      |       |      |      |      |      |

## Népesség
A település népessége a közelmúltban folyamatosan növekedett:
| Év   | Lakosság |
| ---- | -------- |
| 1990 | 53 666   |
| 1995 | 62 065   |
| 2000 | 64 642   |
| 2005 | 70 714   |
| 2010 | 74 825   |

## Története
Neve a navatl nyelvből származik, méghozzá a „virág” jelentésű xochitl és a „hely” jelentésű tlan szavak összetételéből.
A települést 1480-ban alapították Cosijopí zapoték uralkodó katonái, 1484-ben Ixta-Cuachititlán néven volt ismert, miután Axayácatl azték uralkodó elfoglalta. A mai község 1825. március 15-én jött létre.

## Turizmus, látnivalók
Jellegzetes 19. századi építészeti jegyeket hordoz magán a San Vicente Ferrer-templom, ugyancsak ebből a századból származik (1860-ban épült) a községi palota. Városszerte több emlékmű is áll: többek között az 1866. szeptember 5-i csata emlékműve Benito Juárez alakjával, aki a központi parkban is kapott egy mellszobrot, csakúgy, mint felesége, Margarita Maza. A kultúrházban a környék munkáiból látható egy kiállítás.